# 1807 aux États-Unis
Pour des articles plus généraux, voir Chronologie des États-Unis et 1807.
Chronologie des États-Unis
- 1803
- 1804
- 1805
- 1806
- 1807
- 1808
- 1809
- 1810
- 1811

Cette page concerne des événements d'actualité qui se sont produits durant l'année 1807 du calendrier grégorien aux États-Unis.

## Gouvernement
- Président : Thomas Jefferson (Républicain-Démocrate)
- Vice-président : George Clinton (Républicain-Démocrate)
- Secrétaire d'État : James Madison
- Chambre des représentants - Président : Nathaniel Macon (Républicain-Démocrate) puis Joseph Bradley Varnum (Républicain-Démocrate) à partir du 26 octobre

## Événements
- 7 janvier : en réponse au blocus continental le Conseil privé britannique statue que le commerce avec la France et ses alliés est interdit, et donc impose un blocus sur la grande majorité des ports du continent européen[1].
- 2 mars : interdiction de l’importation d’esclaves, sans abolition de l’esclavage[2]. La loi n’est pas appliquée et en 60 ans, près de 250 000 esclaves auraient été débarqués illégalement, avant la guerre de Sécession.
  - Le prix d'achat des esclaves baisse en Afrique mais augmente, à la vente, aux États-Unis : il passe de 500 dollars l’unité en 1805 à 2 500 en 1860. Le trafic continue via Cuba, où se développe l'économie sucrière et caféière et où les esclaves achetés 10 dollars en Afrique sont revendus 625 dollars en 1847.
- 22 juin : affaire Chesapeake-Leopard, à l’origine de la Guerre de 1812. Le navire britannique HMS Leopard capture le navire américain USS Chesapeake. 21 juin : le navire britannique HMS Leopard capture le navire américain USS Chesapeake

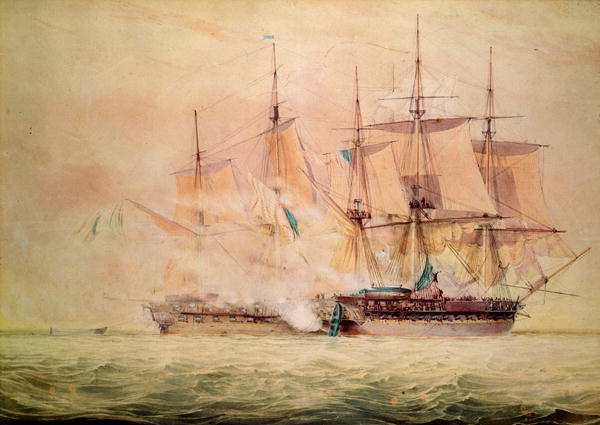
21 juin : le navire britannique HMS Leopard capture le navire américain USS Chesapeake

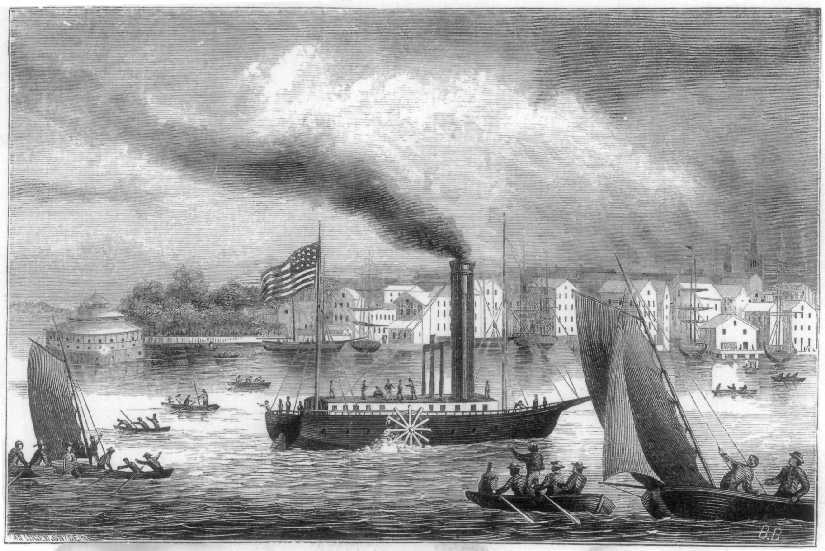
Le Clermont de Robert Fulton

- 17 août : première navette commerciale d'un navire à vapeur au monde : Le Clermont, construit par Robert Fulton, parcourt en 32 heures les 240 km qui séparent la ville de New York d'Albany.
- 1er septembre : conspiration de Burr. L’ancien vice-président des États-Unis Aaron Burr accusé de tenter de créer dans le Sud-Ouest un État indépendant dont il assurerait la royauté, et d'avoir eu des visées sur le Mexique est acquitté de trahison.
- 22 décembre : l’Embargo Act interdit tout commerce international à partir ou vers des ports américains[3].
- Le New Jersey, seul État à avoir accordé le droit de vote aux femmes dans sa Constitution, abroge cette disposition.
- Fondation de la société John Wiley & Sons à New York.
- Washington Irving publie le magazine satirique Salmagundi.

#### Articles généraux
- Histoire des États-Unis de 1776 à 1865
- Évolution territoriale des États-Unis

#### Articles sur l'année 1807 aux États-Unis
- Lois sur l'embargo